# Município de Camden (condado de Lorain, Ohio)
Localização do Ohio nos E.U.A.
O município de Camden (em inglês: Camden Township) é um local localizado no condado de Lorain no estado estadounidense de Ohio. No ano 2010 tinha uma população de 1667 habitantes e uma densidade populacional de 32,26 pessoas por km².

## Geografia
O município de Camden encontra-se localizado nas coordenadas 41° 14′ 34″ N, 82° 18′ 31″ O. Segundo o Departamento do Censo dos Estados Unidos, o município tem uma superfície total de 51.68 km², da qual 51,51 km² correspondem a terra firme e (0,31 %) 0,16 km² é água.

## Demografia
Segundo o censo de 2010, tinha 1667 pessoas residindo no município de Camden. A densidade de população era de 32,26 hab./km².